# Кінокритик
Кінокритик (англ. film critic) — фахівець, що здобув освіту кінознавця або журналіста, який аналізує кінематографічний процес, рецензує фільми. Відбиваючи свої враження в рецензіях на фільми, кінокритик висловлює свою думку про переваги і недоліки твору. Іноді кінокомпанії спеціально наймають кінокритиків для складання позитивної рецензії та публікації її в  пресі та на вебсайтах, щоб привернути додаткову аудиторію до кінопродукції.